# Лінія Бейкерлоо
51°35′33″ пн. ш. 0°20′08″ зх. д. / 51.5925° пн. ш. 0.335556° зх. д.
Лінія Бейкерлоо (Бейкерлу; англ. Bakerloo line) — сьома за рахунком лінія Лондонського метрополітену, сполучає Герроу-енд-Велдстон у передмісті північно-західного Лондона через Вест-Енд з Елефант-енд-Касл на півдні Лондона. На схемах позначається коричневим кольором. Лінія налічує 25 станцій, з яких 15 підземних, довжина — 23.2 km. Підземні дільниці прокладені у тунелях глибокого закладення. Своє ім'я лінія отримала при злитті назв двох великих станцій, через які вона проходить: «Бейкер-стріт» і « Ватер Лоо». За річним пасажирообігом Бейкерлоо посідає дев'яте місце серед ліній лондонського метрополітену: річний пасажирообіг на лінії в середньому становить 111 млн.
Наземна дільниця від станції «Квінс-парк» прямує паралельно залізниці Вест-Кост - головної залізничної магістралі Великої Британії, що сполучає Лондон з Глазго і Единбургом.

## Рухомий склад
На момент відкриття на лінії експлуатувалися електропотяги серії 1906 (серія позначає рік, в який дана модель була сконструйована), після продовження на лінії були додатково введені потяги серії 1914 (всього 12 вагонів). До моменту продовження лінії на північ від станції «Квін'с-парк» на заводі «Metro Cammell» у Бірмінгемі було вироблено 72 вагона серії Вотфорд Джоїнт. Однак вони розвивали невелику швидкість, не були обладнані пневматичними приводами дверей і в експлуатації показали себе ненадійними, тому незабаром були замінені на потягии серії «стандарт». До 1986 року на лінії експлуатувалися потяги серій 1938 1949 1959. На кінець 2010-х на лінії Бейкерлоо експлуатуються потяги тільки серії 1972.

## Депо
Лінія Бейкерлоо на кінець 2010-х обслуговується трьома депо: 
- головне депо в Стоунбрідж-парк, відкрите 9 квітня 1978 року на місці колишньої електростанції British Rail,
- депо в Лондон-роуд (між Елефант-енд-Касл та Ламбет-Норт)
- Мале депо на північ від Квін'с-парк, побудоване в 1915 році.

## Станції
| Станції                               | Фото | Відкрито        | Додаткова інформація |
| ------------------------------------- | ---- | --------------- | --- |
| Герроу-енд-Велдстон                   |      | 16 квітня 1917  | Припинення руху: 24 вересня 1982. Відновлення руху: 4 червня 1984                                                                        |
| Кентон                                |      | 16 квітня 1917  | Припинення руху: 24 вересня 1982. Відновлення руху: 4 червня 1984                                                                        |
| Саут-Кентон                           |      | 3 липня 1933    | Припинення руху: 24 вересня 1982. Відновлення руху: 4 червня 1984                                                                        |
| Норт-Вемблі                           |      | 16 квітня 1917  | Припинення руху: 24 вересня 1982. Відновлення руху: 4 червня 1984                                                                        |
| Вемблі-Сентрал                        |      | 16 квітня 1917  | Відкрито як «Вемблі-Сентрал-фор-Садбері». Перейменовано: 5 липня 1948. Припинення руху: 24 вересня 1982. Відновлення руху: 4 червня 1984 |
| Стоунбрідж-парк                       |      | 1 серпня 1917   | |
| Гарлсден                              |      | 16 квітня 1917  | |
| Віллесден-джанкшен                    |      | 10 травня 1915  | |
| Кенсал-Грін                           |      | 1 жовтня 1916   | |
| Квінс-парк                            |      | 11 лютого 1915  | |
| Кілберн-парк                          |      | 31 січня 1915   | |
| Меїда-Веїл                            |      | 6 червня 1915   | |
| Ворик-авеню                           |      | 31 січня 1915   | |
| Паддінгтон ( потяги до Лондон-Хітроу) |      | 1 грудня 1913   | |
| Еджвар-роуд                           |      | 15 червня 1907  | |
| Мерілебон                             |      | 27 березня 1907 | Відкрито як Грейт-сентрал. Перейменовано 15 квітня 1917                                                                                  |
| Бейкер-стріт                          |      | 10 березня 1906 | |
| Ріджентс-парк                         |      | 10 березня 1906 | |
| Оксфорд-серкус                        |      | 10 березня 1906 | |
| Пікаділлі-серкус                      |      | 10 березня 1906 | |
| Чарінг-кросс                          |      | 10 березня 1906 | Відкрито як «Трафальгар-сквер». Перейменовано 1 травня 1979.                                                                             |
| Ембанкмент                            |      | 10 березня 1906 | Відкрито як «Чарінг-кросс». Перейменовано 12 вересня 1976                                                                                |
| Ватерлоо                              |      | 10 березня 1906 | |
| Ламбет-Норт                           |      | 10 березня 1906 | Відкрито як «Кеннінгтон-роуд». Перейменовано на «Вестмінстр-брідж-роуд»: 5 серпня 1906, Перейменовано на Ламбет-Норт: 15 квітня 1917     |
| Елефант-енд-Касл                      |      | 5 серпня 1906   | |